# クレオパトラ・セレネ1世
クレオパトラ・セレネ1世、またはクレオパトラ5世セレネ（希：Κλεοπάτρα Σελήνη Α'、ラテン文字表記：Cleopatra Selene I、? - 紀元前69年）は、古代エジプト、プトレマイオス朝の王妃（在位：紀元前115年 - 紀元前107年）。父はプトレマイオス8世、母はクレオパトラ3世。プトレマイオス9世の姉妹・妻で、ベレニケ3世の母。その後、セレウコス朝シリアの王アンティオコス8世グリュポス、アンティオコス9世キュジケノス、アンティオコス10世エウセベスの妻となる。

## 生涯
紀元前115年、彼女の姉妹でプトレマイオス9世の妻であるクレオパトラ4世が母クレオパトラ3世に追放されると、プトレマイオス9世と結婚した。2人の間にはベレニケ3世が生まれた。しかし、夫は摂政であるクレオパトラ3世との対立が続き、廃位・復位を繰り返した末、紀元前107年にエジプトを追われ、キプロスへ逃亡し、セレネと離婚することとなった。
紀元前103年、プトレマイオス9世がシリア南部に進出してエジプト占領を図ると、クレオパトラ3世は対抗してシリア王アンティオコス8世グリュポスと同盟し、セレネを8世の妻とした。グリュポスは当時アンティオコス9世キュジケノスと内戦中であり、紀元前96年にグリュポスが暗殺されると、キュジケノスはアンティオキアを占領し、セレネと結婚した。
紀元前95年、キュジケノスはグリュポスの子セレウコス6世に殺害され、セレネはキュジケノスの子アンティオコス10世エウセベスと結婚した。2人の間の子がセレウコス7世、アンティオコス13世である（ただし、セレウコス7世の存在は確証されていない）。
エウセベスはパルティアとの戦闘で死亡し、セレネは身を案じてキリキアに滞在した。
紀元前80年、エジプトでプトレマイオス11世が殺害され直系の子孫が断絶すると、セレネは自分の子供を統治者に据えようと目論むが、エジプトではプトレマイオス12世が擁立され、ローマの介入を期待したものの失敗した。紀元前69年、セレネはプトレマイスでアルメニア王ティグラネス2世に捕らえられ、セレウキアにて処刑された。